# Salar de Aguas Calientes (saltområde, lat -23,94, long -67,68)
Salar de Aguas Calientes är en saltslätt i Chile.   Den ligger i regionen Región de Antofagasta, i den norra delen av landet, 1 100 km norr om huvudstaden Santiago de Chile.